# 布拉万高原

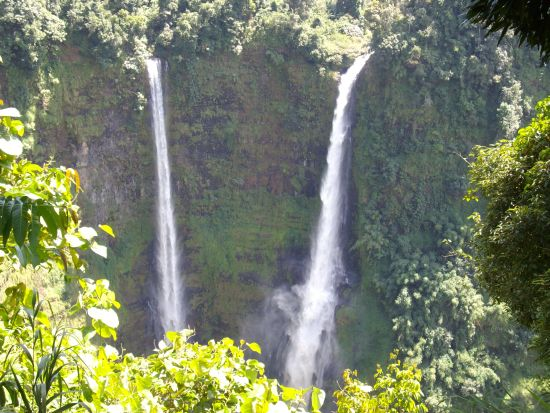
位于布拉万高原的塔方瀑布，落差高达120米。

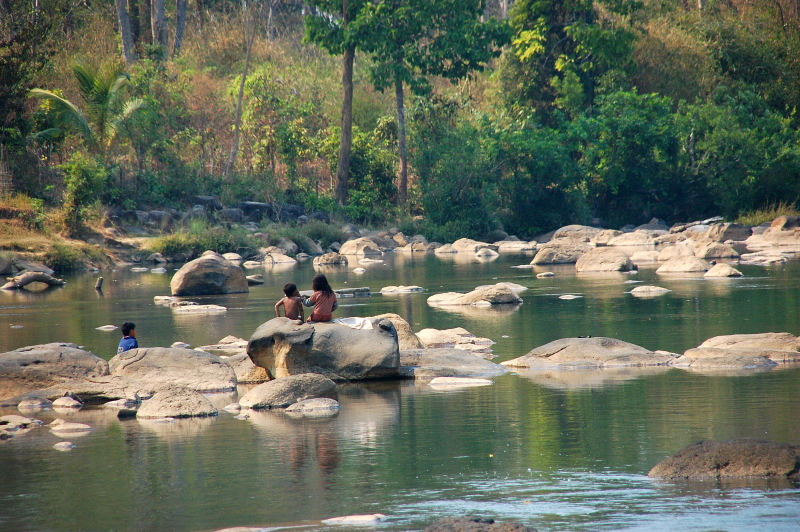
布拉万高原上的塔洛（Tad Lo）。

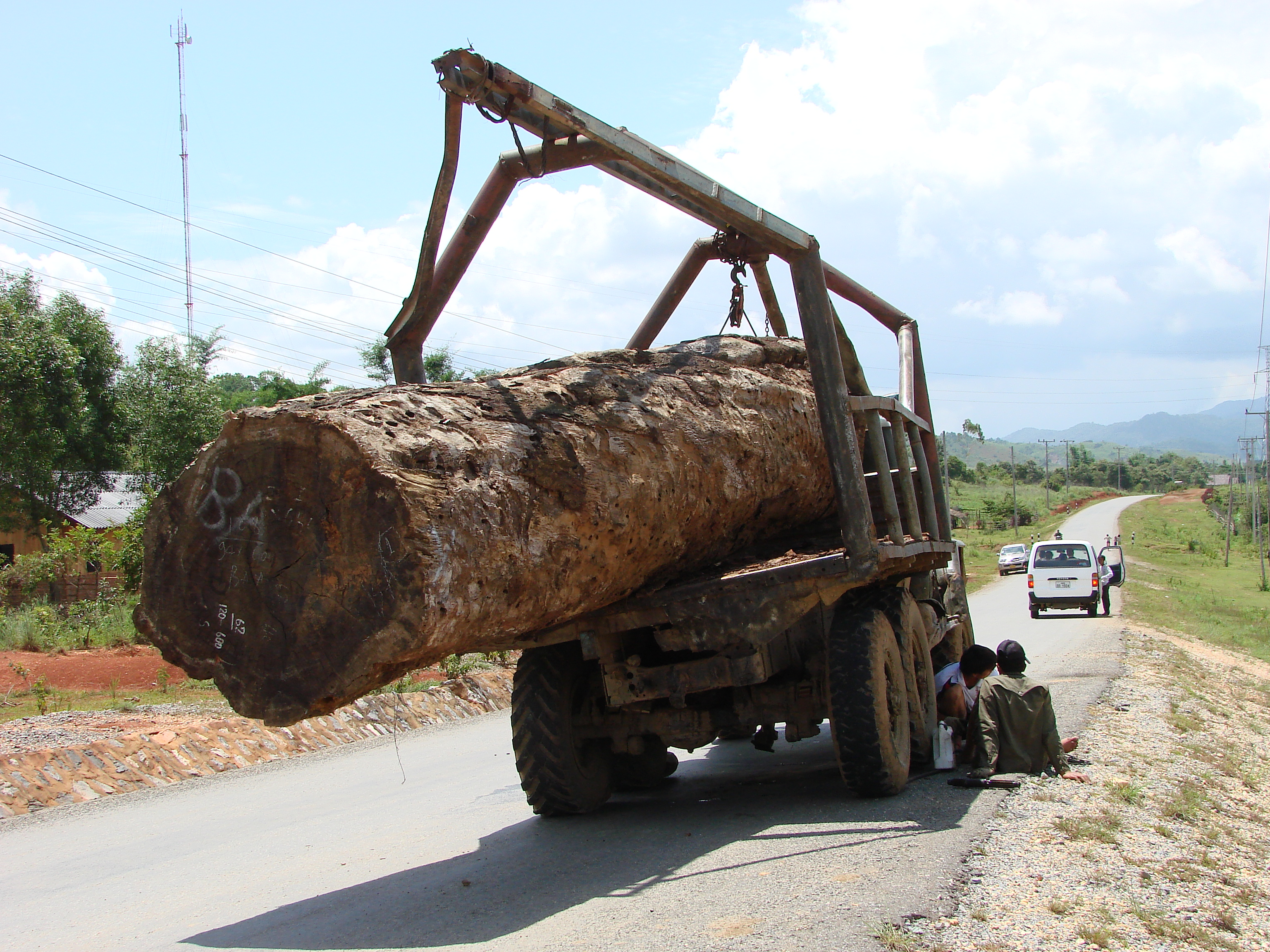
布拉万高原上运输木材的卡车，摄于2009年6月。

布拉万高原又译波罗芬高原是位于老挝南部的一个高原，整个高原大体位于占巴塞省，边缘则位于塞公省及阿速坡省。布拉万高原坐落于安南山脉之间，海拔高度介于约1,000至1,350（3,280至4,430英尺）之间。高原中有众多河流，并有许多景致优美的瀑布。“布拉万”这一名称来源于历史上该地区的主要民族拉威族，该名称也用于台风命名。

## 地理
布拉万高原位于占巴塞、阿速坡、沙拉湾三省境内，湄公河和安南山脉南段西麓之间。高原呈椭圆形，西北-东南长100公里，东北-西南宽60公里，周边为1000米高的陡峻崖壁，起伏和缓的顶部由西北向东南倾斜，最高点海拔1877米。周围有放射状水系，汇成洞河与公河，注入湄公河。年平均雨量3743毫米，为老挝雨量最多的地区。

## 历史
1893年，法国人首次占据了湄公河以东的土地，并随后于1904年和1907年向湄公河西岸进行了小幅扩张。法国对老挝的殖民对布拉万高原的重要性在于，当地的居民从法国人的手中学到了农业生产的技术。历史辞典记载，法国人当时在这一地区种植了咖啡，并尝试种植橡胶树，直到如今这一高原仍是各种水果、蔬菜和经济作物的重要产地。法国人在20世纪初将农耕引进布拉万高原后，当地居民才将这一地区开垦农用。
给这一地区产生重大影响的第二个时期是普米邦起义时期。这场起义爆发于1901年，直到1907年都未平息。这场起义是当地老听族各支派反抗法国殖民的重大反抗运动。尽管没有多少文献对这场发生在布拉万高原的革命暴动进行记载，但仍可以看出，殖民者在这一地区产生了广泛且强势的冲击，而当地居民希望将这种影响除去。
布拉万高原在越南战争是遭受轰炸最为惨重的地区之一，因而受到重创。在1960年代后期，美国对该地的轰炸更是无比惨烈。美国和北越两方都认为控制布拉万高原具有重要的战略意义，所以直到今日，这一地区还有数量惊人的未爆弹药。正是因为这里有大量未爆弹药的存在，在该地区一些毫无标记的小道上行走是十分危险的事情。虽然多数建筑已经重建，但据许多报告称，在一些地方仍能看到炸弹造成破坏的遗迹。此外，由于胡志明小道穿过布拉万高原，也使得这一地区吸引了大量游人，并引发世人关注。

## 文化
布拉万高原的主要民族是拉万族，另外还有孟高棉语族民族在此居住，包括阿拉克人、戈都族、Taoy人和Suay人。这一地区的民族多信仰万物有灵，一些还以动物作为牺牲献祭。但是，近期有一些族群因与老龙族交流日多，开始接受佛教。

## 经济
20世纪初，法国人首先将农业和相关技术引进布拉万高原，并带来咖啡、橡胶树和香蕉。此后直到今日，这里都是各种水果、蔬菜和小豆蔻等经济作物的产区。。在殖民时期，法国人引进了高产的小果咖啡和中果咖啡植株，但在战争期间产量下跌，现在正在复苏当中。布拉万高原的气候凉爽，降雨充沛，是咖啡极佳的产地。该地的少数民族多以务农为生，农民家庭以咖啡种植为主要收入来源，其生活高度依赖与这一产业。布拉万高原上生长着全老挝几乎所有的咖啡，近年老挝年产咖啡约15,000－20,000吨，其中80%是中果咖啡。过去20年来，各个发展机构和老挝政府与当地农民合作，致力于引进高产的小果咖啡品种。由于小果咖啡的价格约是中果咖啡的两倍，这大大提高了当地农民的收入。除种植咖啡以外，布拉万高原也是重要的旅游目的地。

## 旅游
新兴的旅游产业成了布拉万高原另一个收入来源。如网上发布的万象旅游项目或是巴色SODETOUR的相关信息，都会提供前往布拉万高原的旅游资讯，游程涵盖一日游至3－4日不等。团费则视旅游团规模和游程而定。由于许多景点不在公路两侧，又无标记指引，对游客而言，请一位向导就颇有必要。旅游业极其衍生的相关产业也迅速发展，包括餐饮、度假和咖啡农场等旅游项目。游客的涌入极大地刺激了布拉万高原的经济，并使之日益闻名。
塔洛瀑布瀑布位于巴色东北约90公里的塔洛瀑布是波罗芬高原最受欢迎的瀑布之一。此外，少数民族的村庄也吸引着越来越多的游客，这里的居民也越来越乐意向游人介绍他们的文化。导游也会提醒游人景点附近数公里内有哪些Alak人、 Katu人和Suay人的村庄可供寻访，也告诉游客一些集市的信息，让游客可以在这些地方体验少数民族原住民的文化，并可以购买一些有文化特色的商品。这一地区的多样性也吸引了那些渴望体验完全不同的生活方式的游客。